# Gare d'Ichiba (Shintetsu)
Pour les articles homonymes, voir Gare d'Ichiba.
La gare d'Ichiba  (市場駅, Ichiba-eki) est une gare ferroviaire localisée dans la ville d'Ono, dans la préfecture de Hyōgo au Japon. La gare est exploitée par la compagnie Kobe Electric Railway sur la Ligne Ao

## Disposition des quais
La gare d'Ichiba est une gare disposant d'un quai et d'une voie.

| N° de voie | Ligne | Direction   |
| ---------- | ----- | ----------- |
| 1          | ▆ Ao  | Ao/Kakogawa |
| 1          | ▆ Ao  | Suzurandai  |

## Gares/Stations adjacentes
| Kobe Electric Railway |          |                    |          |                      |
| Direction Ao          | Ligne Ao | Ligne Ao           | Ligne Ao | Direction Suzurandai |
| Ono KB57              |          | Express 急行       |          | Kashiyama KB55       |
| Ono KB57              |          | Semi-Express 準急  |          | Kashiyama KB55       |
| Ono KB57              |          | Rapid Service 快速 |          | Kashiyama KB55       |
| Ono KB57              |          | Local 普通         |          | Kashiyama KB55       |